# ТУ7形ディーゼル機関車
ТУ (TU) 7形ディーゼル機関車とは、ソビエト連邦と、それに続くロシア連邦の、軌間750mmから1067mmの狭軌鉄道用のディーゼル機関車である。1971年から、ウドムルト共和国に位置するカムバルカで、老朽化したТУ4形とТУ2形の置き換え用として製造された。3300両以上が生産され、数百両は社会主義諸国などに輸出された。

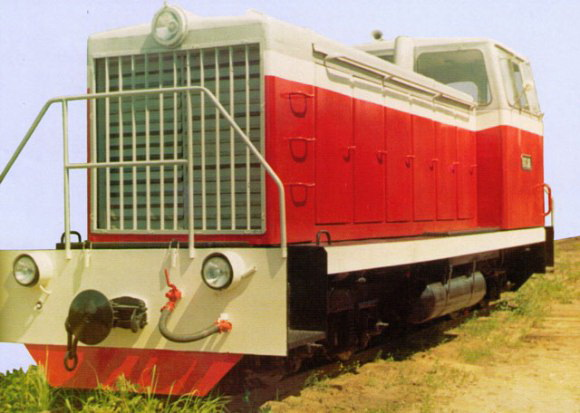
ウクライナ、ハルキウの子供鉄道のТУ7形ディーゼル機関車

## 歴史
旧型機関車であるТУ4形は出力が230馬力しかなく、重い列車に対応していなかった。また重量32tのТУ2形は軸重が8tと大きく、軽量な軌道を用いていた多くの狭軌鉄道にとって重すぎた。1961年にカムバルカ機械製造工場は2両の試作機関車TU5を登場させた。出力は400馬力であった。これらの試作車はアブシェロン林野局の狭軌鉄道で試験された。結果は、設計は良好とみなされ、1967年から製作が進められた。しかし、運用する間に、新しい装置、特に液体変速機の欠点が明るみに出た。1967年には生産科学技術研究所ВНИТИが、カルーガ機械工場に対して、ТУ7と名づけられた新型機関車の仕様と基本設計を提示した。その機関車はТУ5とТУ4から多くの設計を引き継いだ。ТУ7形にはバルナウル輸送機械製造工場の1D12型ディーゼルエンジンと、カルーガ機械工場の新しい液体変速機の使用が想定されていた。

## 改良型

### 軽量型ТУ7 (TU7)
ТУ7形の軸重は6tとはいっても依然多くの狭軌鉄道には重かった。そのため1974年には燃料積載量を減らし、軽量の液体変速機を取り付け、軸重を5tにまで軽減した。この改良型は新規名称を与えられず、従来のものと並行して続番で製造された。

### ТУ7Р (TU7R)
1978年にТУ7を基にロータリー除雪車であるТУ7Рが設計された。ディーゼル動力は運転室と反対側に設けられたローターを駆動するためだけに用いられ、液体変速機は無く、車軸にも歯車箱は無い。

### ТУ7М、ТГМ40 (TU7M、TGM40)
1981年にはホイールベースや車輪径、全長や運転室を拡大し、1520mm軌間の鉄道で使用できるよう構造上の変更が加えられたТУ7Mが設計された。1982年にはТГМ40という商標で製作販売された。これは狭軌用の機関車を「普通サイズ」に設計変更した数少ない成功例である。この機関車は1983年のライプツィヒ・メッセで金メダルを獲得した。

### ТУ7А (TU7A)
1986年に登場した改良型で、サスペンションが改善された。

### ТУ7Э、2ТУ7、ТУ7ЭЛ (TU7E、2TU7、TU7EL)
1976年から1977年にかけてと1991年には、762mmから1435mm軌間の鉄道に対応する単行機関車であるТУ7Э、重連機関車である2ТУ7などがベトナム、キューバ、ブルガリア、チェコスロバキア、ギニアに輸出された。

### ТУ7С (TU7S)
1980年代後期から1990年代前期にかけて、カムバルカ工場では通信省の委託を受けてТУ7を元に子供鉄道に特化した機関車の開発を試みた。従来の車両と異なる形態の箱型車体で、両側面から外へ出られるようになっており、この計画機はТУ7Сと命名された。惜しくも経済危機により、設計が進行中に計画が停止された。

### ТУ7А (TU7A) 2008年式
2008年にはロシア連邦鉄道省の受託で、子供鉄道専用の近代化された機関車が開発された。ディーゼルエンジンは新型に置き換えられ、変速機もフォイトのライセンスで製作されたものが採用された。制御方式も一般的なディーゼル機関車に比べて近代化された。これらは1986年式のТУ7Аと並行して、その続番で生産されている。